# Talangkembar
Talangkembar is een bestuurslaag in het regentschap Tuban van de provincie Oost-Java, Indonesië. Talangkembar telt 5796 inwoners (volkstelling 2010).